# 黃義慶
黃義慶（韓語：황의경，1967年—），韓國電視劇導演。

## 作品列表

### 導演
- 2001年：KBS《學校4》
- 2005年：KBS《結婚》
- 2006年：KBS《再見先生》
- 2009年：KBS《夥伴們》
- 2011年：KBS《Drama Special－隔壁大嬸》
- 2011年：KBS《浪漫小鎮》
- 2017年：KBS《瘋狗》

### 製作
- 2008年：KBS《強敵們》
- 2008年：KBS《他們生活的世界》
- 2015年：KBS《記得你》

### 責任製作
- 2011年：KBS《福熙姐》
- 2012年：KBS《嗚啦啦夫婦》
- 2012年：KBS《學校2013》
- 2013年：KBS《職場之神》
- 2013年：KBS《鯊魚》
- 2013年：KBS《秘密》
- 2014年：KBS《家人之間為何這樣》
- 2014年：KBS《明日如歌》
- 2018年：KBS《一起生活吧》
- 2018年：KBS《我唯一的守護者》
- 2018年：KBS《國標舞女孩》
- 2019年：KBS《監獄醫生》
- 2020年：KBS《結過一次了》
- 2023年：KBS《麗遼戰爭》

## 外部連結
- NAVER （页面存档备份，存于）